# Амла Руіа
Амла Ашок Руіа – індійська громадська активістка, відома своєю роботою у збиранні води.

## Кар'єра
Сильні посухи в 1999/2000 і 2003 роках свонукали Руіа розпочати пошук стратегії покращення збору води в селах Раджастана. Вона заснувала благодійний фонд Aakar Charitable Trust (ACT), щоб співпрацювати з селами для будівництва дамб, які забезпечують водну безпеку.
Її перший проєкт дамби був реалізований у селі Мандавар. Завдяки двом дамбам, побудованим Aakar Charitable Trust, фермерам вдалося заробити до 120 мільйонів рупій за рік. До кінця 2017 року благодійний фонд «Аакар» побудував понад 200 дамб у більш ніж 115 селах Раджастхана, з додатковим ефектом для понад 200 інших сіл. Трест забезпечує 60-70% ресурсів, необхідних для будівництва кожної дамби, тоді як село, де розташована дамба, забезпечує 30-40% ресурсів, бере участь у її будівництві та відповідає за її утримання. Запорні дамби дозволяють поповнювати водоносні горизонти під час мусонів, так що поповнюються свердловини та ручні насоси. Так, селяни змогли вирощувати до трьох врожаїв на рік і утримувати худобу. Руіа оцінює, що отриманий збільшений дохід дає 750% прибутку від інвестицій у дамби. Тепер дівчата можуть відвідувати школу, оскільки їм більше не потрібно допомагати матерям носити воду на великі відстані, а юнаки та юнки можуть здобути вищу освіту. Руіа в народі відома як Паані Мата («Водяна мати»).
Руіа та її команда розширили свої зусилля в інших штатах, таких як Мадх'я-Прадеш, Махараштра, Одіша та район Дантевада в Чхаттісгарху і планує поширити активність на Біхар, Хар'яну, Уттаранчал і Уттар-Прадеш.
У 2011 році Руіа була нагороджена Національною премією за лідерство Лакшміпат Сінганія - IIM Lucknow National Leadership Award у категорії «Служба громади та соціальне піднесення». У 2016 році вона була номінована на соціальну премію «Жінки гідних». У 2018 році отримала нагороду India Eye International Human Rights Observer Achievement Award 2018.

## Особисте життя
Амла Руіа народилася в штаті Уттар-Прадеш. Зараз вона живе в Малабар Хілл, Мумбаї, Махараштра.